# Sylvie Lubamba
Renée Sylvie Lubamba, född 29 februari 1972 i Florens, är en italiensk skådespelare och modell.

## Filmografi i urval
- “Ivo il Tardivo” dir. A. Benvenuti
- “Chiavi in mano” dir. M. Laurenti
- “Finalmente soli” dir. U. Marino
- “Figli di Annibale” dir. F. Ferrario
- “Fughe da Fermo” dir. E. Nesi
- “Ridere fino a volare” dir. A. Antonacci e F. Bianchini, co-protagonist